# Épieds (Eure)
Épieds település Franciaországban, Eure megyében. Lakosainak száma 353 fő (2022. január 1.). Épieds La Boissière, La Couture-Boussey, Merey és Neuilly községekkel határos.

## Népesség
A település népességének változása:
| Lakosok száma | 237  | 228  | 230  | 346  | 374  | 365  | 354  | 349  | 347  | 353  |
|               | 1968 | 1982 | 1990 | 2006 | 2013 | 2015 | 2017 | 2019 | 2020 | 2022 |